# Markersdorf (Rudolstadt)

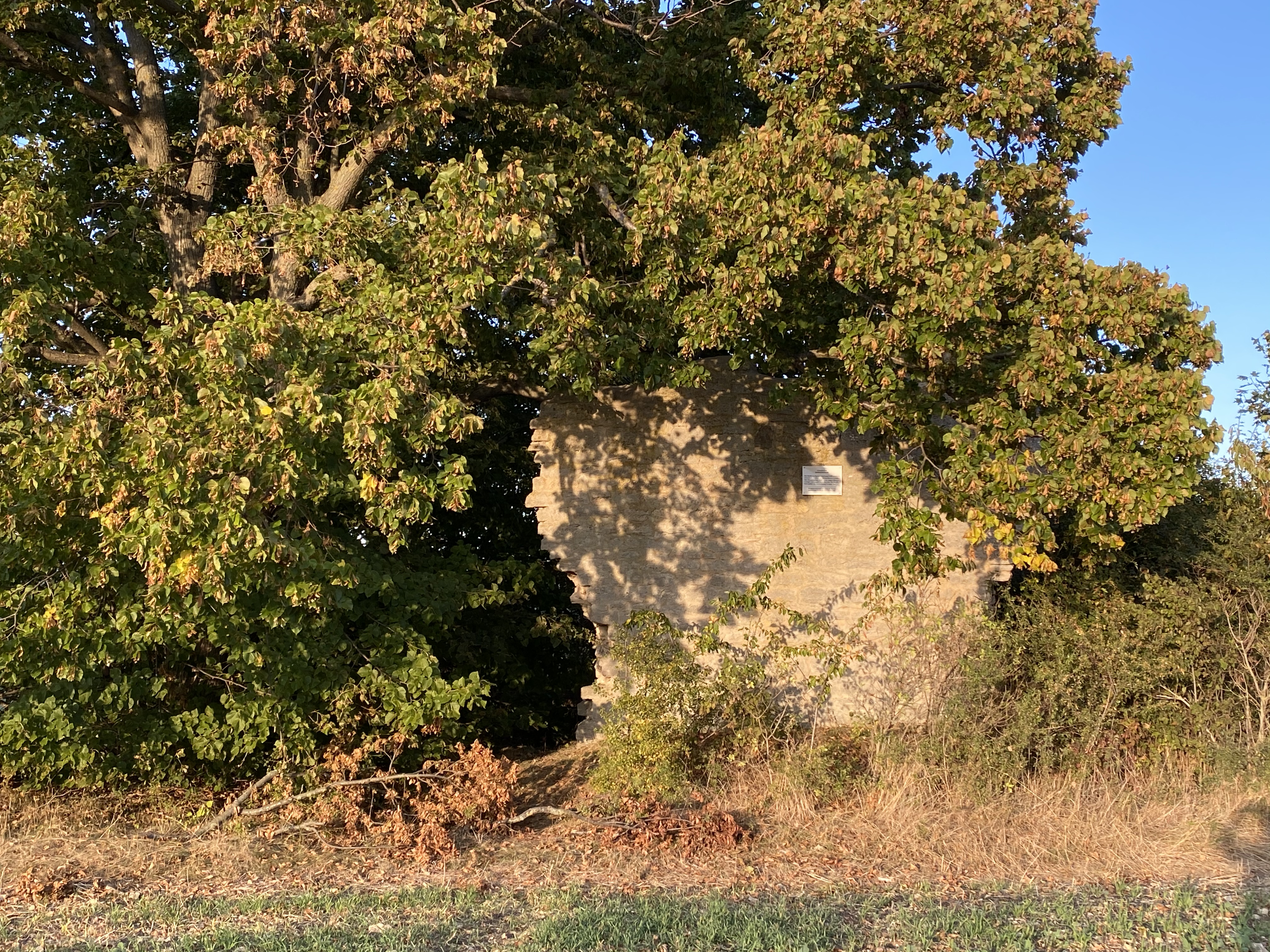
Einzig erhaltenes Mauerteil der Kirche der Wüstung Markersdorf

Markersdorf ist eine Wüstung auf der heutigen Markung Treppendorf der Stadt Rudolstadt im Landkreis Saalfeld-Rudolstadt in Thüringen.
Eine erste Erwähnung findet der Ort im Jahr 874. Bereits 1403 und 1462 wird der Ort als wüst bezeichnet. Allerdings 1615 zusammen mit Treppendorf als eigenständige Gemeinde erwähnt, muss er also wieder aufgebaut worden sein. Warum der Ort wohl in den 1620er Jahren erneut wüst fiel ist unklar. Möglicherweise geschah dies im Zusammenhang mit dem Dreißigjährigen Krieg, Ende der 1620er waren in der Gegend französische Truppen zugegen.

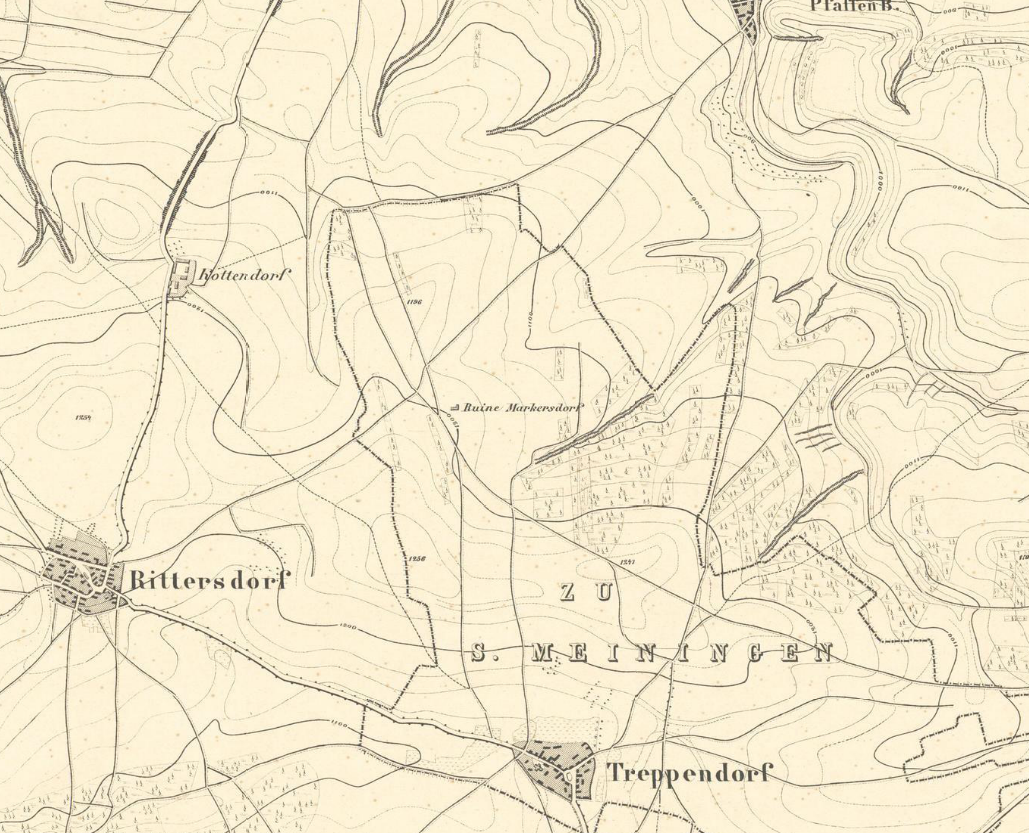
Die Lage der Ruine Markersdorf auf einer Karte aus dem 19. Jahrhundert.

In seinen Tagebüchern erwähnt der damals 68-jährige Goethe den Ort. Auf seiner Reise zum Schloss Heidecksburg am 10. Oktober 1817 verrät er seine Reiseroute von Tannroda kommend, über Markersdorf und weiter nach Treppendorf.
Einziges heute noch sichtbares Relikt ist eine meterhohe Mauer der ehemaligen Kirche. Diese wurde saniert, ist möglicherweise aber durch den Bau neuer Windkraftanlagen des dortigen kleinen Windparks gefährdet.